# Andrej Plenković

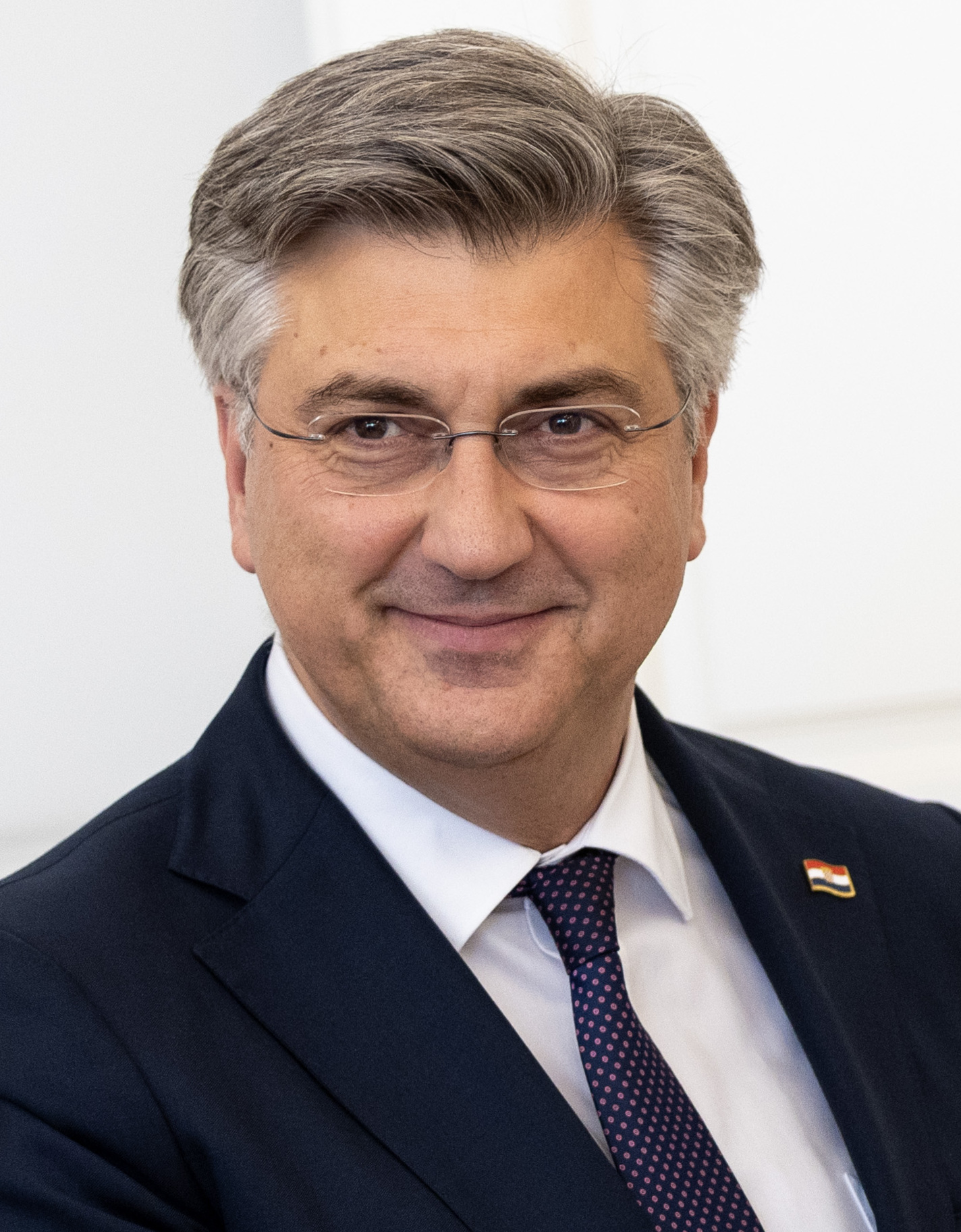
Andrej Plenković (2024)

Andrej Plenković (* 8. April 1970 in Zagreb) ist ein kroatischer Politiker und ehemaliger Diplomat. Er ist Vorsitzender der HDZ und seit dem 19. Oktober 2016 Premierminister der Republik Kroatien.

## Leben
Plenković studierte Rechtswissenschaften an der Universität Zagreb. Während seiner Diplomatenkarriere war er unter anderem Leiter der Abteilung für europäische Integration, Berater des kroatischen Ministers für europäische Integration, stellvertretender Botschafter bei der EU (2005–2005) und stellvertretender Botschafter in Frankreich (2005–2010). 2010 wurde er vom damaligen Außenminister Gordan Jandroković zum Staatssekretär für europäische Integration ernannt. In diesen Funktionen nahm er bei der Öffnung und den Fortschritten der Verhandlungen für den EU-Beitritt Kroatienseine wesentliche Rolle ein.
Neben seiner Muttersprache Kroatisch spricht er fließend Englisch, Französisch und Italienisch sowie etwas Deutsch.

## Politische Karriere

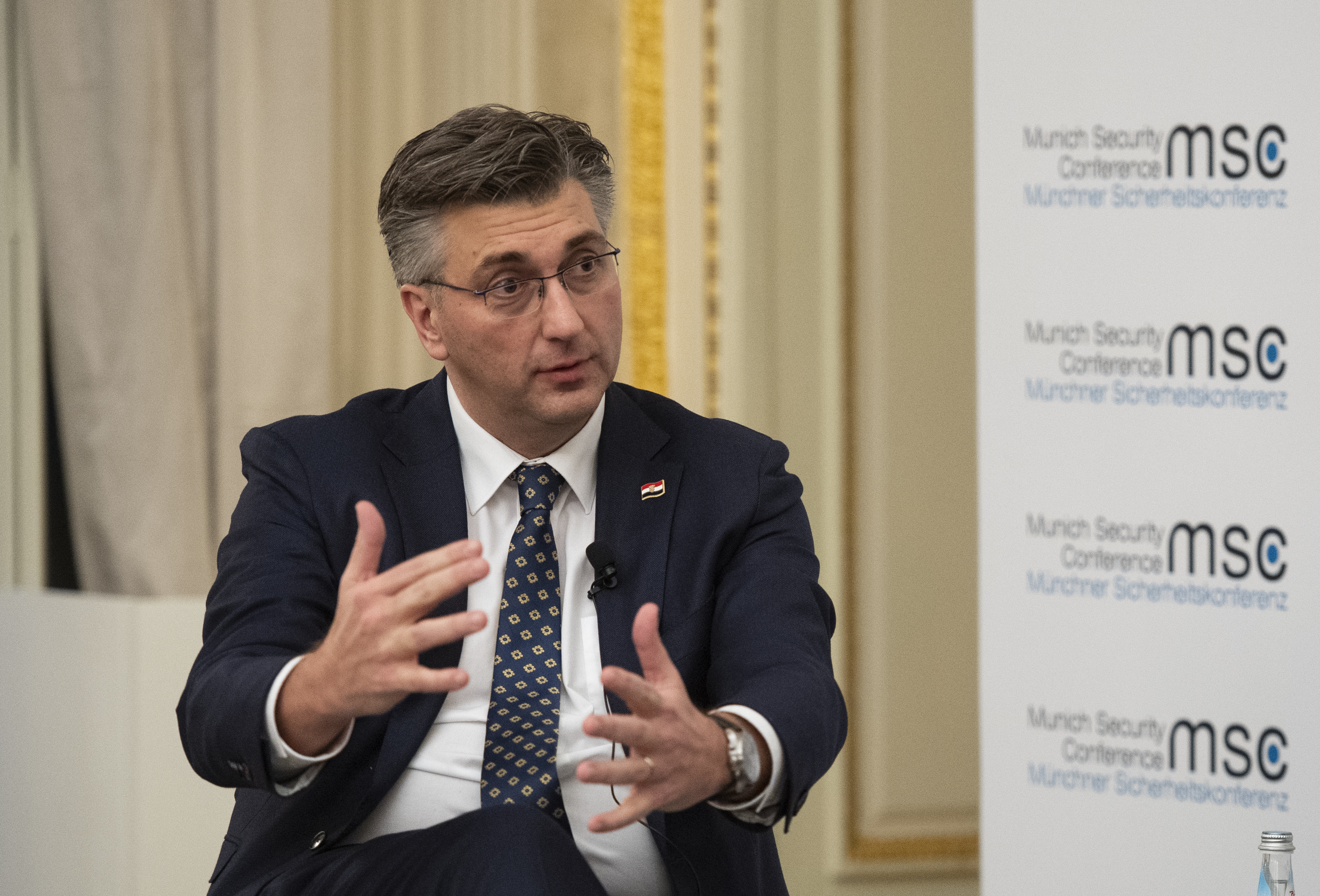
Plenković bei der 55. Münchner Sicherheitskonferenz (2019)

1999 leitete Plenković die Wahlkampagne des christlich-demokratischen Kandidaten Mate Granić (HDZ) für die ersten Präsidentschaftswahlen nach dem Tode des ersten Präsidenten Kroatiens, Franjo Tuđman.
Nach seinem Mandat als Staatssekretär für die EU-Integration wurde er im Dezember 2011 ins kroatische Parlament gewählt und ab April 2012 auch Beobachter im Europäischen Parlament. Vor dem EU-Beitritt am 1. Juli 2013 war er Spitzenkandidat der HDZ-Liste bei den ersten Wahlen in Kroatien für das Europäische Parlament. Als EU-Abgeordneter war er Vizepräsident des Ausschusses für auswärtige Angelegenheiten und Vorsitzender der Delegation für die Ukraine.
Seit dem 17. Juli 2016 ist er Parteivorsitzender der Kroatischen Demokratischen Union (HDZ), als Nachfolger des zurückgetretenen Tomislav Karamarko. Nach der Parlamentswahl vom 11. September 2016 wurde er am 10. Oktober 2016 von Staatspräsidentin Kolinda Grabar-Kitarović mit der Bildung einer Regierung beauftragt, die am 19. Oktober 2016 vom Parlament bestätigt wurde. Wie schon bei der Regierung seines Vorgängers handelte es sich um eine Koalition aus HDZ und MOST, acht der 20 neuen Minister gehörten bereits der alten Regierung an.
Von Januar bis Juni 2020 führte Plenković den Vorsitz im Rat der Europäischen Union im Rahmen der Kroatischen EU-Ratspräsidentschaft 2020.
Nach den Parlamentswahlen 2020 und 2024 wurde er als Ministerpräsident wiedergewählt.